# سنت لوئیس (سیشل)
سنت لوئیس (به لاتین: Saint Louis) یک منطقهٔ مسکونی در سیشل است که در سیشل واقع شده‌است. سنت لوئیس ۳٬۲۴۱ نفر جمعیت دارد.